# Paul Léautaud
Paul Léautaud (Parigi, 18 gennaio 1872 – Le Plessis-Robinson, 22 febbraio 1956) è stato uno scrittore e critico teatrale francese.

## Biografia

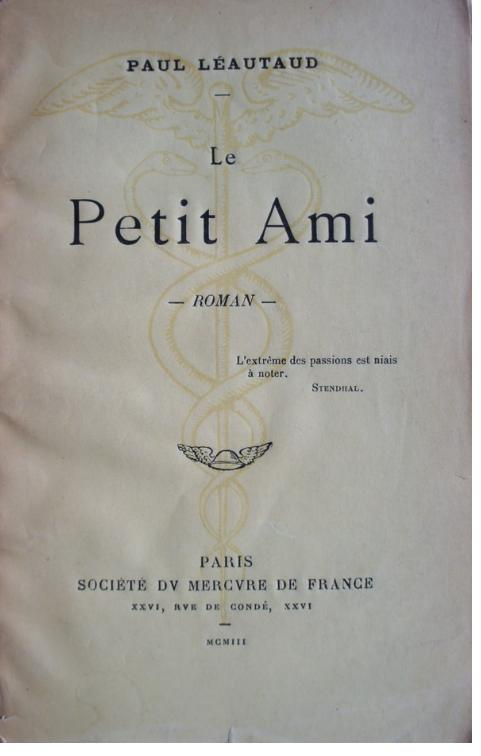
Le petit Ami

Numerose informazioni su Paul Léautaud provengono dai suoi stessi scritti, nei quali lo scrittore ha raccontato, spesso con crudezza, avvenimenti della sua vita. Di Léautaud conosciamo pertanto eventi e convinzioni personali, anche intimi e scabrosi, grazie ai diari tenuti dal 1893 fino alla sua morte (1956) e pubblicati integralmente postumi dal 1954 al 1966, alle interviste radiofoniche con Robert Mallet (1915–2002) pubblicate in volume nel 1951 e riprodotte recentemente in CD-Rom, o ad opere autobiografiche quali Amours o Journal particulier. Sappiamo quindi che era nato a Parigi, era stato abbandonato dalla madre all'età di cinque giorni, ed era cresciuto con le amanti del padre, Firmin Isidore Léautaud, un suggeritore alla Comédie-Française originario di Fours, un piccolo villaggio alpino a breve distanza dal confine italiano. A causa dell'indifferenza paterna, Paul divenne precocemente indipendente: a cinque anni aveva già le chiavi di casa e cercherà impieghi poco più che bambino e lavorerà dapprima come commesso di un guantaio, poi come impiegato nello studio di un avvocato, prima di dedicarsi alla letteratura con risultati poco brillanti dal punto di vista economico. 
Cominciò a interessarsi di letteratura e di teatro fin dalla prima adolescenza, età in cui strinse amicizia con Adolf Van Bever e la comune passione per la poesia porterà entrambi a pubblicare nel 1900 l'antologia Poètes d'aujourd'hui; a vent'anni scoprì Stendhal, iniziò a scrivere il Journal littéraire e cominciò a lavorare al Mercure de France come critico teatrale con lo pseudonimo di Maurice Boissard. In seguito passò alla Nouvelle Revue Française e infine a Les Nouvelles littéraires, sempre come critico teatrale. Di questa attività è testimonianza la raccolta di cronache teatrali Le Théâtre de Maurice Boissard: 1907-1923.
L'atteggiamento di Léautaud verso il mondo e le persone era brillante, caustico e cinico nello stesso tempo. Ritiratosi nel 1911 in una casupola a Fontenay-aux-Roses, circondato da decine di cani e gatti randagi, si tenne relativamente distante dal mondo culturale. Divenne popolare solo negli anni cinquanta, grazie a una serie di interviste radiofoniche con Robert Mallet. Sono degne di menzione anche le sue lettere, in particolare il volume Gazette d'hier et d'aujourd'hui, una raccolta di lettere scritte dal 1902 al 1918 contenenti riflessioni, aneddoti e commenti su personaggi del mondo teatrale e letterario francese dei primi anni del XX secolo.       

## L'ultimo inedito
La pubblicazione nel 2020 dell'inedito di Paul Léautaud, Journal particulier 1937, segna la fine di una storia editoriale iniziata un secolo prima e, a quanto dichiarato dal suo editore Isabelle Gallimard, sarà l'ultimo ad essere pubblicato in quanto tutti i suoi manoscritti sono stati editi.

## Scritti (selezione)
- 1900 : Poètes d'aujourd'hui, 1880-1900. Morceaux choisis accompagnés de notices biographiques et d'un essai de bibliographie, con Adolphe Van Bever
- 1903 : Le Petit ami
- 1926 : Le Théâtre de Maurice Boissard : 1907-1923
- 1928 : Passe-Temps
- 1928 : Gazette d'hier et d'aujourd'hui (petit supplément à une gazette scandaleuse)
- 1935 : Journal particulier
- 1942 : Notes retrouvées (Parigi: Jacques Haumont)
- 1943 : Le Théâtre de Maurice Boissard - 1907-1923 - avec un supplément
- 1951 : Entretiens avec Robert Mallet (intervista radiofonica)
- 1954 - 1966 : Journal littéraire 19 volumi
- 1956 : In Memoriam
- 1956 : Lettres à ma mère
- 1958 : Amours
- 1958 : Le Théâtre de Maurice Boissard : 1915-1941
- 1959 : Bestiaire
- 1963 : Poésies
- 1964 : Le Petit ouvrage inachevé
- 2001 : Correspondance de Paul Léautaud. Tome 1, 1878-1928
- 2001 : Correspondance de Paul Léautaud. Tome 2, 1929-1956
- 2004 : Chronique poétique
- 2020 : Journal particulier 1937, Mercure de France, 2020